# Attilio Regolo (incrociatore)
L'Attilio Regolo è stato un incrociatore leggero della Regia Marina appartenente alla classe Capitani Romani. Entrato in servizio durante la seconda guerra mondiale, al termine del conflitto venne ceduto alla marina francese come riparazione di guerra.
La nave era intitolata al politico e militare romano Marco Atilio Regolo (in latino: Marcus Atilius Regulus) che fu console della Repubblica romana e comandante dell'esercito romano durante la prima parte della prima guerra punica.

## Attività bellica
La sua costruzione avvenne nel Cantiere navale OTO di Livorno dove il suo scafo impostato il 29 settembre 1939 venne varato il 28 agosto 1940. Entrato in servizio il 14 maggio 1942 nel mesi di giugno dello stesso anno il comando venne assunto dal Capitano di fregata Umberto Del Grande; il successivo 7 novembre al rientro da una missione di posa di mine il Regolo fu colpito da un siluro del sommergibile inglese Unruffled che gli asportò completamente la prora. Dopo essere riuscito a raggiungere Palermo venne rimorchiato fino alla Spezia, dove gli venne applicata la prora del Caio Mario, ancora in costruzione.
Secondo alcune fonti nell'estate 1943 venne equipaggiato con radar “Gufo” EC.3ter mentre la maggior parte delle fonti concorda che solamente lo Scipione venne equipaggiato con questo tipo di radar e tale discrepanza riguarda anche il gemello Pompeo Magno, che sarebbe stato protagonista nella notte tra il 12 e il 13 luglio nelle acque dello Stretto di Messina di uno scontro con cinque motosiluranti alleate avendo intercettato, sulla scorta dei dati rilevati dal radar, affondandone due in rapida successione danneggiandone gravemente una terza che sarebbe colata a picco più tardi, mentre le due rimanenti sarebbero fuggite a tutta velocità. Essendo stato nella notte tra il 16 e il 17 luglio il gemello Scipione Africano protagonista di un analogo scontro con motosiluranti nemiche sempre nelle acque dello stretto di Messina, non si può escludere, essendo stato impossibile consultare i giornali di bordo delle due unità, che si tratti di un unico episodio attribuito, da parte delle fonti, a due diversi incrociatori. Molto più probabile però che si trattasse dello Scipione, che dopo lo sbarco alleato in Sicilia, visto l'andamento delle operazioni terrestri nell'isola, in previsione di un eventuale blocco da parte Alleata dello Stretto di Messina, venne affidata la missione di forzare lo stretto e raggiungere Taranto.

### Armistizio e affondamento della corazzataRoma
Rientrato in servizio il 4 settembre 1943, ora agli ordini del Capitano di fregata Marco Notarbartolo di Sciara, il giorno dell'armistizio dell'8 settembre la nave si trovava a La Spezia, e faceva parte della VII Divisione, insieme agli incrociatori Montecuccoli ed Eugenio di Savoia, nave comando della VII Divisione con insegna dell'ammiraglio Oliva. In quella giornata l'Ammiraglio Bergamini, comandante delle forze navali da battaglia, venne avvertito telefonicamente dal Capo di Stato maggiore della Marina De Courten dell'armistizio ormai imminente, e delle relative clausole che riguardavano la flotta, che prevedevano il trasferimento immediato delle navi italiane in località che sarebbero state designate dal Comandante in Capo alleato, dove le navi italiane sarebbero rimaste in attesa di conoscere il proprio destino, e che durante il trasferimento avrebbero innalzato, in segno di resa, pennelli neri sui pennoni e disegnato due cerchi neri sulle tolde. La proclamazione dell'armistizio giunse via radio nella stessa serata, dopo che qualche ora prima era stata già data notizia via radio da Algeri.
Bergamini era andato su tutte le furie per poi formalmente accettare con riluttanza gli ordini, dopo che ebbe l'assicurazione che era esclusa la consegna delle navi e l'abbassamento della bandiera e dopo essere stato informato che il generale Ambrosio aveva chiesto agli angloamericani che la Flotta per motivi tecnici potesse trasferirsi alla Maddalena, dove tutto era pronto per l'ormeggio delle navi e dove si sarebbero trovati il re Vittorio Emanuele III e il governo.
Alle 3 del mattino del 9 settembre, dopo concitate riunioni tra ufficiali, dove erano emerse diverse posizioni, quali l'intenzione di salpare per cercare un'ultima battaglia, o di autoaffondare le navi, avendo Bergamini preso in mano la situazione, da La Spezia partì per dirigersi all'isola sarda della Maddalena, il gruppo navale formato dalle corazzate Roma, con l'insegna di nave ammiraglia della flotta, Vittorio Veneto e Italia che costituivano la IX Divisione, dagli incrociatori della VII Divisione, con l'Attilio Regolo che svolgeva il ruolo di nave comando dei cacciatorpediniere di squadra con l'insegna del capitano di vascello Franco Garofalo, dai cacciatorpediniere Mitragliere, Fuciliere, Carabiniere e Velite della XII Squadriglia ed i cacciatorpediniere Legionario, Oriani, Artigliere e Grecale della XIV Squadriglia ed una Squadriglia di torpediniere formata da Pegaso, Orsa, Orione, Ardimentoso e Impetuoso.
Il gruppo, circa tre ore dopo la partenza, si ricongiunse con il gruppo navale proveniente da Genova, formato dalle unità della VIII Divisione, costituita da Garibaldi, Duca degli Abruzzi e Duca d'Aosta, nave insegna dell'ammiraglio Bianchieri, preceduti dalla torpediniera Libra, al cui comando c'era il capitano di Corvetta Riccardi. Dopo il ricongiungimento delle due formazioni navali, per ottenere una omogeneità nelle caratteristiche degli incrociatori, il Duca d'Aosta passò dalla VIII alla VII Divisione, sostituendo l'Attilio Regolo che passò alle dipendenze della VIII Divisione.
La formazione navale, composta da ventitré unità, navigava senza avere issato i pennelli neri sui pennoni e aver disegnato i dischi neri sulle tolde come prescritto dalle clausole dell'armistizio, ma la Roma con a bordo l'insegna dell'ammiraglio Bergamini aveva innalzato il gran pavese. Nel pomeriggio del 9 settembre, quando la formazione stava per raggiungere La Maddalena, Bergamini venne avvertito da un messaggio di Supermarina che l'isola era stata occupata dai tedeschi e gli venne ordinato di cambiare rotta e dirigersi a Bona in Algeria. Bergamini ordinò di invertire subito la rotta di 180º, manovra che venne eseguita a velocità elevata. La formazione, al largo dell'isola dell'Asinara, venne sorvolata ad alta quota da bimotori Dornier Do 217 della Luftwaffe partiti dall'aeroporto di Istres, presso Marsiglia che sganciarono bombe plananti teleguidate Ruhrstahl SD 1400, conosciute dagli alleati con il nome di Fritz X, la cui forza di penetrazione era conferita dall'alta velocità acquistata durante la caduta, essendo prescritto il lancio da un'altezza non inferiore ai 5000 metri. La bomba era munita di un apparecchio ricevente ad onde ultracorte trasmesse dall'aereo, che permetteva di dirigerla verso il bersaglio ed avrebbero potuto essere contrastate solo con disturbi radio, in quanto volando alla quota di 6500 metri gli aerei sarebbero stati irraggiungibili. Per una troppo stretta ottemperanza alle disposizioni del Comando Supremo di osservare la neutralità, non vennero lanciati i caccia che le corazzate classe Littorio portavano a bordo, il solo mezzo che avrebbe potuto contrastare l'azione ad alta quota dei bombardieri tedeschi.
Alle 15.45 la corazzata Roma venne centrata una prima volta da un colpo che apparentemente non produsse effetti devastanti, anche perché l'esplosione avvenne in profondità nello scafo, ma un secondo colpo alle 15.50 centrò la nave verso prua con conseguenze ben diverse per la nave e per gran parte dell'equipaggio: la torre n. 2 saltò in aria, cadendo poi in mare, con tutta la sua massa di 1500 tonnellate. Lo scafo si spaccò dopo pochi minuti. La torre corazzata di comando fu investita da una tale vampata, che venne addirittura deformata e piegata dal calore, abbattendosi in avanti e scomparendo proiettata in alto a pezzi in mezzo a due enormi colonne di fumo: l'ammiraglio Bergamini con il suo stato maggiore, il comandante della nave Adone Del Cima e buona parte dell'equipaggio vennero uccisi pressoché all'istante. La vampata salì almeno a 400 metri di quota, formando il classico «fungo» delle grandi esplosioni.
La nave, alle 16.11, girandosi su un fianco, si capovolse e, spezzandosi in pochi minuti in due tronconi affondò, mentre sul ponte si affannavano i marinai superstiti, molti gravemente feriti ed ustionati. Mentre la nave sprofondava in acqua, dopo che lo scafo si era spezzato in due, chi si trovava a bordo rimase condannato, specialmente chi era a poppa e cinquanta marinai in procinto di gettarsi in acqua vennero travolti. Chi poté farlo, riuscì ad allontanarsi e ad essere salvato dai cacciatorpediniere di scorta.
Senza attendere ordini Mitragliere e Carabiniere invertirono immediatamente la rotta per recuperare i superstiti, seguiti da Regolo e Fuciliere. A queste unità si aggiunsero le torpediniere Pegaso, Orsa e Impetuoso. Per il soccorso ai naufraghi tutti gli ordini vennero emanati più di cinque minuti prima dell'affondamento della corazzata Roma e per i soccorsi vennero distaccatii due gruppi navali: uno costituito dall'incrociatore Attilio Regolo e da tre unità della XII Squadriglia Cacciatorpediniere: Mitragliere, Carabiniere e Fuciliere; l'altro includeva tre torpediniere: Pegaso, Impetuoso e Orsa. Il primo gruppo era posto agli ordini del capitano di vascello Giuseppe Marini, mentre la squadriglia torpediniere era comandata dal Capitano di fregata Riccardo Imperiali di Francavilla, comandante del Pegaso. Ben 1352 marinai del Roma persero la vita. I naufraghi, recuperati dalle unità navali inviate in loro soccorso, furono 622, di cui 503 salvati dai tre cacciatorpediniere, 17 dall'Attilio Regolo e 102 dalle tre torpediniere.
Successivamente venne colpita gravemente, ma non in maniera mortale, anche l'Italia (ex Littorio), ma essendo la carica di scoppio assai ridotta, la nave da battaglia, nonostante avesse imbarcato circa ottocento tonnellate di acqua continuò, seppure appesantita a navigare in formazione.
A prendere il comando della flotta diretta a Malta, dopo l'affondamento dalla Roma, fu l'ammiraglio Oliva, il più anziano tra gli ammiragli della formazione e comandante della VII Divisione con insegna sull'Eugenio di Savoia, che adempì ad una delle clausole armistiziali, quello di innalzare il pennello nero del lutto sui pennoni ed i dischi neri disegnati sulle tolde. mentre le sette navi si erano fermate a recuperare i morti e i feriti dell'ammiraglia, il resto della squadra proseguì la navigazione dirigendo verso Malta destinazione scelta dagli alleati, dove la formazione si sarebbe ricongiunta con il gruppo proveniente da Taranto guidato dall'ammiraglio Da Zara e costituito dalle Duilio dal Cadorna e dal Pompeo Magno.
Nel frattempo i cacciatorpediniere Ugolino Vivaldi e Antonio da Noli, che avevano lasciato La Spezia la sera dell'8 settembre con destinazione Civitavecchia, dove si sarebbero dovuti imbarcare il Re e il governo per raggiungere La Maddalena, essendo stata l'isola occupata dai tedeschi, venne deciso che il Re si recasse a Brindisi e le due unità, ormai in prossimità di Civitavecchia, ricevettero il contrordine di ricongiungersi con la Squadra partita da La Spezia e proseguire per Bona; ma essendo le navi costrette a passare attraverso le Bocche di Bonifacio, le due unità vennero attaccate delle motosiluranti tedesche e subirono il bombardamento delle batterie costiere tedesche posizionate in Corsica, incappando anche in campi minati e naufragando. Le navi impegnate nel salvataggio dei naufraghi della corazzata Roma, ricuperarono anche i sopravvissuti dei due cacciatorpediniere.
Il recupero dei naufraghi si concluse poco prima delle 18 ed a quel punto il capitano di vascello Giuseppe Marini, comandante del Mitragliere, caposquadriglia della XII, tenuto conto dei molti feriti gravi a bordo, richiese al Regolo, l'autorizzazione a dirigere ad alta velocità verso Livorno, ma venne informato da Marco Notarbartolo, comandante del Regolo, che il comandante del gruppo cacciatorpediniere di squadra, il capitano di vascello Franco Garofalo, non era a bordo in quanto era stato autorizzato da Bergamini a imbarcarsi sulla corazzata Italia, a causa di un piccolo ritardo nell'approntamento del Regolo, ma la sua insegna era rimasta sul Regolo e a quel punto il comandante superiore in mare del gruppo di sette navi, come ufficiale più anziano, era proprio Marini, che si trovava all'improvviso a dover prendere delle decisioni, sprovvisto delle informazioni utili a questo scopo. Il gruppo si trovava nella impossibilità di mettersi in contatto con la formazione al comando dell'ammiraglio Oliva e con Supermarina, non ricevendo risposta ai loro messaggi e poiché l'intercettazione dei messaggi di Supermarina dimostrava l'impossibilità di rientrare in porti italiani per sbarcare i feriti che avevano urgente bisogno di cure ospedaliere, Marini prese a quel punto la decisione di raggiungere le coste neutrali più vicine per lo sbarco dei feriti che non era possibile curare a bordo a causa della gravità delle loro condizioni ed inoltre le navi avevano ormai una ridotta autonomia a causa della riduzione delle scorte di nafta.
Il comandante Marini, data la minore velocità delle torpediniere divise il gruppo in due e diede alle torpediniere libertà di manovra sotto il comando del Capitano di Fregata Riccardo Imperiali, comandante del Pegaso, assumendo il comando del resto della formazione composta dal Regolo e dai tre cacciatorpediniere. Marini e Imperiali decisero autonomamente ed indipendentemente di dirigere le loro formazioni verso le Baleari, considerato che la Spagna era neutrale, sperando che avrebbe consentito lo sbarco dei feriti e forniti i necessari rifornimenti di carburante e acqua potabile, senza procedere all'internamento delle navi ed aveva il vantaggio di essere in posizione centrale rispetto a eventuali successivi spostamenti verso l'Italia, verso Tolone o verso l'Africa settentrionale.

#### L'internamento alle Baleari
I due gruppi giunsero nelle Baleari nella mattinata del 10 settembre, con il gruppo di Marini che attraccò a Porto Mahon nell'isola di Minorca e le tre torpediniere nella baia di Pollensa nell'isola di Maiorca.
Dei seicentoventidue naufraghi recuperati, nove decedettero a bordo delle navi e sedici sarebbero deceduti all'Ospedale di Porto Mahon.

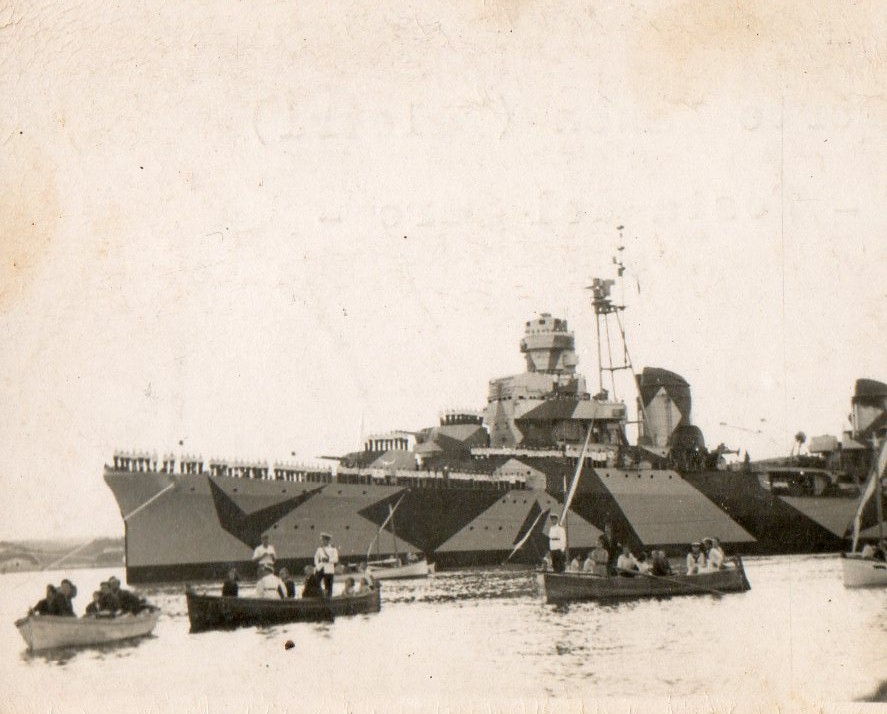
L'Attilio Regolo a Porto Mahon

Nel primo pomeriggio del 10 settembre vennero sbarcati e trasportati all'ospedale 133 tra feriti e ustionati, mentre la mattina dell'11 settembre le salme di coloro che erano morti durante la traversata vennero deposte su un camion che si avviò al cimitero, seguito da un mesto corteo di marinai italiani, dove venne data loro sepoltura. Nella notte tra il 10 e l'11 settembre a bordo del Regolo per evitare che lasciando le acque spagnole la nave dovesse consegnarsi agli alleati, erano state sabotate le turbine della nave. Nella stessa notte i comandanti del Pegaso e dell'Impetuoso, Imperiali e Cigala Fulgosi, alle 3 del mattino dell'11 settembre, dopo aver lasciato gli ormeggi autoaffondarono le due unità, i cui equipaggi raggiunsero terra con le imbarcazioni e furono internati. Il comandante Marini aveva cercato di avere i rifornimenti di acqua e nafta, che gli spagnoli non concessero con vari espedienti e nel pomeriggio dell'11 settembre le autorità spagnole, senza aver dato il necessario preavviso, previsto dalla Convenzione dell'Aia, comunicarono al Comandante Marini che le navi non avendo lasciato gli ormeggi entro le previste 24 ore erano sotto sequestro per ordine del governo spagnolo.

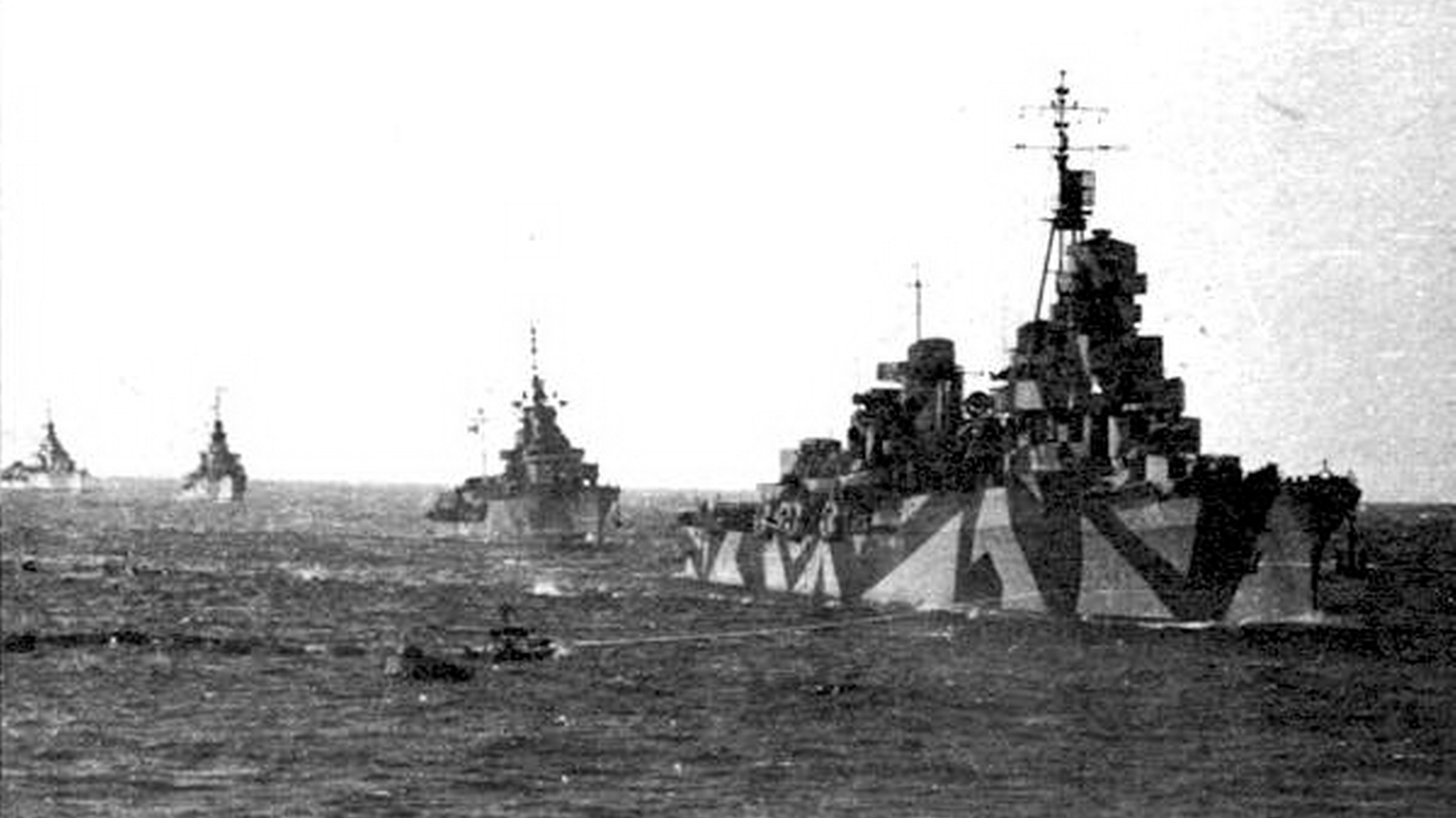
23 gennaio 1945: L'Attilio Regolo in linea di fila con Mitragliere, Fuciliere e Carabiniere al rientro a Taranto

I mesi che seguirono l'internamento furono carichi di tensione, con molti componenti degli equipaggi delle navi che simpatizzavano apertamente per la Repubblica Sociale Italiana. Nel gennaio 1944 vi fu la diserzione del direttore di macchina del Fuciliere, il capitano del genio navale Alberto Fedele e del direttore di tiro del Regolo, il Tenente di Vascello Mario Ducci, che con l'aiuto dell'ex addetto navale italiano raggiunsero il Nord Italia. A febbraio ci fu un tragico tentativo di fuga da parte 10 marinai del Regolo, che usciti in franchigia non erano più rientrati; la contemporanea sparizione di un peschereccio da 14 tonnellate fece ritenere che i dieci avesse rubato il motopeschereccio per attuare un loro progetto di fuga ed il fatto che quella notte e nei giorni successivi il tempo fu burrascoso con vento e mare agitatissimo fece ritenere che i fuggiaschi fossero naufragati.
Forti tensioni vi furono a causa dell'astio che militari e civili spagnoli di fede falangista covavano verso gli equipaggi delle navi ritenuti badogliani. Il 22 giugno 1944 le autorità spagnole tennero a Caldes de Malavella, dov'erano internati i naufraghi di Roma, Pegaso, Impetuoso ed alcuni superstiti del Vivaldi, una consultazione; ad ogni ufficiale e marinaio venne chiesto di scegliere tra il Regno del Sud e la Repubblica Sociale Italiana. I votanti sarebbero stati poi rimpatriati attraverso la frontiera con la Francia, se avessero optato per la RSI, oppure via nave attraverso Gibilterra, se avessero scelto il Regno del Sud. Su 1013 votanti, 994 optarono per il Regno del Sud e 19 per la RSI.
Dopo molte trattative diplomatiche le navi vennero autorizzate a lasciare le acque spagnole il 15 gennaio 1945, raggiungendo Taranto il 23 gennaio.

## Dopoguerra
Nel dopoguerra, in base alle clausole del trattato di pace, fu tra le unità che l'Italia dovette mettere a disposizione come riparazione per danni di guerra ed il 27 luglio 1948, la nave venne ceduta alla Francia con la sigla R4.

## Comandanti
Capitano di Vascello Pietro Sandrelli dal 14 maggio al 10 ottobre 1942;
Capitano di fregata Umberto Del Grande dall'11 ottobre 1942 al 31 gennaio 1943;
Tenente di vascello Dario Salata (responsabile durante i lavori a La Spezia) dal 1º febbraio al 17 maggio 1943;
Capitano di fregata Marco Notarbartolo di Sciara dal 18 maggio 1943 al 3 luglio 1945.

## Châteaurenault (D 606)
Insieme al Regolo anche il gemello Scipione Africano venne ceduto ai francesi. L'Attilio Regolo giunse a Tolone il 30 luglio 1948 con equipaggio della marina mercantile italiana e fu ribattezzato Châteaurenault — in onore dell'ammiraglio François-Louis Rousselet, marchese di Châteaurenault (1637–1716) — dal nome di un incrociatore leggero della classe De Grass la cui costruzione era stata annullata in seguito alla disfatta francese del 1940, innalzando la bandiera francese il giorno successivo.

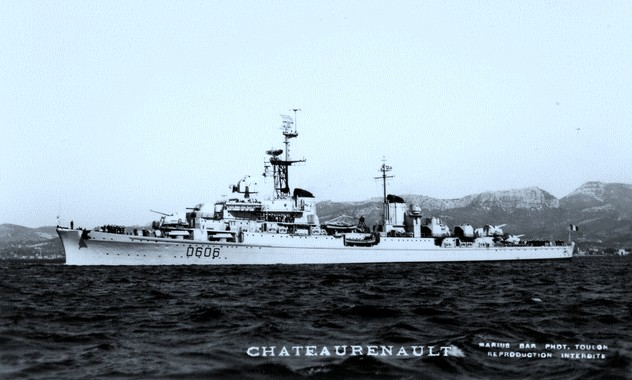
la nave dopo la cessione alla Francia

Il 21 marzo 1953 entra in cantiere per lavori di ammodernamento e di trasformazione in cacciaconduttore negli stabilimenti di La Seyne sur Mer, rientrando in servizio il 9 aprile 1955, per lavori che riguardarono l'armamento e l'elettronica di bordo con la totale rimozione dell'armamento originario che venne totalmente rimosso e sostituito con sei cannoni da 105 mm SK C/33, che costituirono l'armamento principale e dieci cannoni Bofors 57 mm/L60 in cinque impianti binati. I cannoni da 105 mm erano gli stessi che costituivano l'armamento antiaereo degli incrociatori tedeschi Classe Hipper sostituirono i cannoni 135/45 originari e nonostante rappresentassero un armamento più leggero rispetto a quello originario avevano il pregio di essere armi duali avendo la fondamentale capacità di eseguire un efficace tiro contraerei e inoltre questi cannoni avevano il vantaggio di potere utilizzare le tante munizioni di questo calibro che erano state ritrovate in Francia dopo la liberazione. Le quattro torri da 135/45 originarie vennero sostituite da tre torri binate da 105 mm mentre la torre in posizione B venne sostituita da un cannone binato Bofors 57 mm/L60 mentre altre quattro torrette binate da 57 mm analoghe a quello della torre B completavano l'armamento antiaereo e trovarono posto due per fiancata ai lati del secondo fumaiolo. Tutte le altre armi contraeree vennero rimosse. L'armemento antisommergibile era costituito da dodici tubi lanciasiluri da 550 mm in quattro impianti tripli, collocati nella zona prodiera prima dell'insellatura centrale, che sostituirono i due impianti quadrupli da 533 mm originari. La nave venne equipaggiata con radar di scoperta aerea a lungo raggio DRBV20A, radar di scoperta di superficie e di scoperta aerea a medio raggio DRBV11, radar di tiro DRBC11 e DRBC30 e sonar

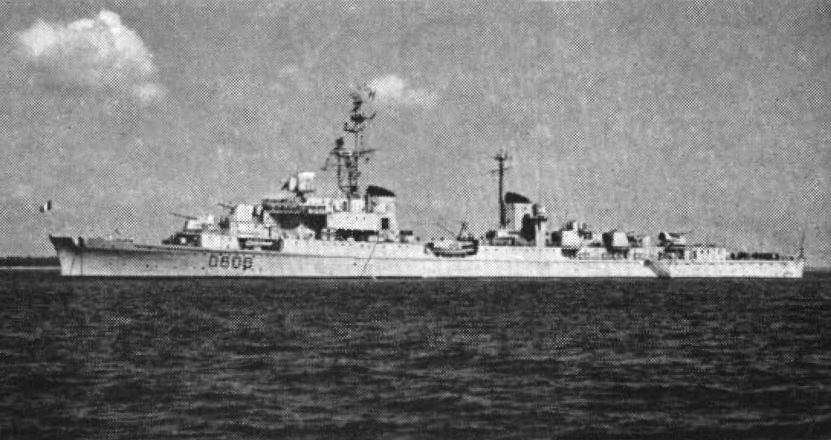
la nave il 19 ottobre 1961 al largo di Yorktown

Lo Châteaurenault dopo il rientro in servizio venne riclassificato conduttore di flottiglia con il distintivo ottico D 606 svolgendo il ruolo di portabandiera della 2ª Division Escorteurs d'escadre in Atlantico.
Il 24 maggio 1956 dopo una collisione nello stretto di Gibilterra con un cargo battente bandiera liberiana è costretto a riparare in un primo momento a Orano per raggiungere successivamente il 18 luglio Tolone per i relativi lavori di riparazione. Nel 1958-59 la nave venne nuovamente sottoposta a lavori di trasformazione, per essere sede di un comando complesso. Nel corso di questi lavori vennero sbarcati il cannone da 105 poppiero e sei tubi lanciasiluri per ricavare lo spazio necessario alla sistemazione di apparecchiature radar di maggiori dimensioni e nuovi locali per il personale, per ospitare lo stato maggiore di un comando complesso. Il 25 aprile 1957 ha assunto il ruolo di nave comando della Iª Flotille Escorteurs d'escadre della Squadra Navale del Mediterraneo di base a Tolone, svolgendo tale ruolo fino al 5 aprile 1961.
Il 15 aprile divenne nave ammiraglia della Escadre Légère de l'Atlantique di base a Brest, sostituendo in tale ruolo il gemello Guichen posto in disarmo, partecipando a diverse crociere in Atlantico. Nell'ottobre dello stesso anno la nave si recò negli Stati Uniti dove prese parte nella baia di Chesapeake in Virginia alle celebrazione per il 180º anniversario della Battaglia di Chesapeake del 1781 conclusasi con la sconfitta britannica e la resa, il 19 ottobre 1781 a Yorktown del generale inglese Cornwallis al generale George Washington che pose, di fatto, termine alla Guerra d'indipendenza americana.
La nave, posta in disarmo il 16 giugno 1962 venne rimorchiata a Lorient, dove dal successivo 1º ottobre venne utilizzata come nave di addestramento statico per i fucilieri della locale base per essere radiata il 2 giugno 1969 e successivamente demolita a La Spezia nel 1970. Una coppia dei suoi cannoni 10,5 cm SK C da 105/56 è ora esposta nel territorio del comune di Ornavasso.